# Pere Matalonga i Montoto
Pere Matalonga i Montoto (Calella, 1907 – Mèxic, 1947) fou un escriptor i periodista català.
Tot i col·laborar amb Josep Maria Folch i Torres a En Patufet, era de formació literària castellana i fins i tot va marxar a Madrid per tal d'introduir-se en els ambients literaris d'allí (volia conèixer Ramón Gómez de la Serna), però tornà a Barcelona al cap d'unes setmanes. Obtenia treballs gràcies a la seva amistat amb Joan Costa i Deu, aleshores president de l'Associació de Periodistes de Barcelona i redactor de La Veu de Catalunya, però vivia en un ambient de bohèmia pobra.
El 1936 fou redactor i un dels fundadors de La Rambla amb Pere Calders, Lluís Aymamí i Baudina, Avel·lí Artís-Gener i Lluís Bota i Villa. En esclatar la guerra civil espanyola es va afiliar al Partit Comunista de Catalunya i després al PSUC i marxà a lluitar al front, on va dirigir el periòdic de la seva divisió.
En acabar la guerra es va exiliar a França, on fou internat uns mesos en un camp de concentració. D'allí marxà cap a Mèxic, on treballà com a corrector de proves de l'editorial UTEHA i formà part de la direcció del Partit Socialista Català com a director el seu òrgan Nova Era. En l'exili va reprendre la seva activitat literària; influït per Josep Carner, amb qui fundà el Full Català, va escriure poesies en català (recollides en un volum el 1963) i participà en els Jocs Florals de la Llengua Catalana de Mèxic de 1942, on guanyà la flor natural. Les seves poesies han estat musicades per Narcís Costa i Horts.